# Municipio de Washington (condado de Keokuk)
El municipio de Washington (en inglés: Washington Township) es un municipio ubicado en el condado de Keokuk en el estado estadounidense de Iowa. En el año 2010 tenía una población de 957 habitantes y una densidad poblacional de 10,32 personas por km².

## Geografía
El municipio de Washington se encuentra ubicado en las coordenadas 41°22′49″N 92°20′47″O / 41.38028, -92.34639. Según la Oficina del Censo de los Estados Unidos, el municipio tiene una superficie total de 92.77 km², de la cual 92,6 km² corresponden a tierra firme y (0,17 %) 0,16 km² es agua.

## Demografía
Según el censo de 2010, había 957 personas residiendo en el municipio de Washington. La densidad de población era de 10,32 hab./km². De los 957 habitantes, el municipio de Washington estaba compuesto por el 99,06 % blancos, el 0,1 % eran amerindios, el 0,1 % eran asiáticos, el 0,1 % eran de otras razas y el 0,63 % eran de una mezcla de razas. Del total de la población el 0,1 % eran hispanos o latinos de cualquier raza.